# Дизраэли, Исаак
Исаак Дизраэли (1766—1848) — английский литератор, отец графа Биконсфильда.

## Биография
Происходил из старинной еврейской фамилии, переселившейся примерно в середине XVIII века из Венеции в Англию. Тщетно отец Дизраэли, богатый коммерсант, употреблял все усилия, чтобы приохотить сына к торговым делам. Первым его юношеским произведением была поэма, осуждающая торговлю, как занятие, принижающее дух человека. Написав несколько неудачных романов, Дизраэли сделал предметом своего специального изучения историю литературы, преимущественно английской. Плодом этих занятий был обширный историко-литературный труд: «Curiosities of Literature», вышедший в 1791 г. и обративший на себя общее внимание богатством сведений, умением группировать факты и живостью изложения.
За этим трудом следовал другой, более цельный и с более обширной задачей: «The Literary Character or the History of Men of Genius» (Лондон, 1795). Отталкиваясь от мысли, что люди известной профессии имеют в своем характере общие черты, свойственные этой профессии, Дизраэли даёт, так сказать, психологию людей, занимавшихся литературой, основанную, главным образом, на их собственных признаниях. В своё время это сочинение, поразившее всех громадной начитанностью автора, пользовалось европейской известностью и в начале 1850-х годов было переведено на русский язык в «Современнике». Дополнением к нему служат два другие труда Дизраэли: «Calamities of Authors» (Лондон, 1812—13) и «Quarrels of Authors» (Лондон, 1814). Дизраэли был не столько профессиональным учёным, сколько широко образованным человеком, твёрдо верившим в просветительную силу литературы.
По словам своего знаменитого сына, Дизраэли представлял собой тип литератора чистой воды, который терпеть не мог никакой практической деятельности и знал только свои книги. Единственным его развлечением были путешествия от одного книгопродавца к другому, с целью отыскать какую-нибудь редкую книгу. Английская критика нашла в трудах Дизраэли много неточностей, происходивших от того, что он не всегда относился с должной осторожностью к своим источникам. Нападки её в этом отношении справедливы; но не нужно забывать, что ни один из английских критиков и библиографов не сумел возбудить в публике такой интерес к литературе, как Дизраэли.
Обилие сведений, способность схватить живую сторону предмета, умение оживить изложение кстати приведенным анекдотом или изречением писателя — все это способствовало тому, чтобы сделать сочинения Дизраэли настольными книгами всякого интересующегося литературой. Недаром он заслужил лестное прозвище «отца литературной критики». Самый обширный труд Дизраэли — пятитомная история Карла I («Commentaries on the Life and Reign of Charles I», Лондон, 1828—1830), в которой он на основании массы новых, большей частью неизданных материалов пытался защитить память короля от нареканий республиканских писателей.
Перу Дизраэли принадлежат некоторые произведения об иудаизме. Так, в 1833 г. он выпустил (первое издание было анонимно) брошюру под заглавием «Genius of Judaism», в которой выказал себя ярым защитником прошлого израильского народа, причём говорил об этом прошлом в самых восторженных выражениях, но тут же оплакивал современное положение Израиля, ведущего замкнутый и обособленный образ жизни. Славное прошлое, по мнению автора, нисколько не будет омрачено, если над ним поставить точку. Евреи должны модернизироваться, впитать в себя европейскую культуру и ничем не отличаться от других народов, среди которых они живут. Те же взгляды выражены в его «Vaurien» (1797) и в статье о Moзеce Мендельсоне в Monthly Review (1798, июль). По религиозным воззрениям Дизраэли был первым в Англии евреем, который, оставаясь евреем, не придерживался никаких религиозных предписаний. В 1813 г. он был избран старостой (warden) лондонской синагоги «Bevis Marks»; однако он отклонил сделанное ему предложение, выразив удивление, что его избрали так поздно на столь маловлиятельный пост. За этот отказ, согласно принятым правилам, Дизраэли был оштрафован на 40 фунтов стерлингов. Штраф сильно оскорбил Дизраэли; неоднократно он жаловался за это на еврейских деятелей и в конце концов написал им, что он вынужден их просить об исключении его из членов Sehedim. С тех пор Дизраэли больше не имел никаких сношений с представителями еврейской общины и крестил своих детей; сам же он умер евреем. Был женат на Марии Базеви, сестре Г. Базеви; от этого брака у него было 4 сына и одна дочь.
Лишившись в 1841 году зрения, Дизраэли не пал духом и не покидал своих занятий. С помощью дочери Сары он обработал и издал в свет свой последний труд: «Amenities of Literature» (Лондон, 1841, 2 изд.). Сочинения его были изданы в 1862—1863 г. его сыном, Дизраэли-младшим (лордом Биконсфильдом), предпославшим им краткую биографию и характеристику своего отца.